# Trust Company
Trust Company (также известная как TRUSTcompany и TRUST*CO) — американская рок-группа, образованная в 1997 году в Прэтвилле, Алабама, и исполняющая ню-метал с элементами постгранжa.

## История

### Первые успехи группы (1997—2005)
Trust Company в 1997 году образовали вокалист Кевин Палмер и ударник Джейсон Синглтон, который некоторое время играл на ударных в Ed Kemper Trio. К группе, первоначально назвавшей себя 41 Down, присоединились басист Джош Моатс и гитарист Джеймса Фукаи. Заручившись поначалу поддержкой местных фанатов, группа затем подписала контракт Geffen Records и изменила название на Trust Company, чтобы избежать путаницы с канадской группой Sum 41.
Trust Company выпустили дебютный альбом The Lonely Position of Neutral 23 июля 2002 года. Он был хорошо принят критикой; ведущий сингл «Downfall», сначала поддержанный MTV2, позже вошедший в Billboard Hot 100, также способствовал росту популярности коллектива. Второй сингл «Running
From Me» имел более умеренный успех, но The Lonely Position стал (согласно RIAA) золотым, как и сам дебютный альбом. Группа провела гастроли с такими группами, как 30 Seconds to Mars, Papa Roach, KoRn, а также выступила в рамках Pop Sux-тура (2002).
Trust Company планировали сыграть на Ozzfest 2 года до н. э., но были вынуждены снять заявку, чтобы сконцентрироваться на работе над вторым альбомом, True Parallels. Он был выпущен 22 марта 2005 года после 8-10 месячной задержки. За несколько месяцев до релиза
басист первого состава Джош Моатс покинул группу и его заменил Уокер Уоррен. Несмотря на небольшое содействие со стороны лейбла, альбом вошёл в Billboard 200 и разошёлся более чем 200-тысячным тиражом. Первый и единственный сингл с альбома, «Stronger», имел умеренный успех на американском рок-радио. По словам барабанщика
Джейсона Синглтона на его веб-странице, вторым синглом
возможно мог стать «The War is Over».

### Приостановка (2005—2007)
В августе 2005 года было объявлено, что фронтмен Кевин Палмер покинул группу из-за личных проблем, после чего группа была распущена. Вскоре после распада Палмер и первый басист Джош Моатс собрались, чтобы создать новый проект под названием Amity Lane. Группа выпустила свой дебютный альбом The Sound of Regret on October 31 в 2006 году на Geffen Records.
Джейсон Синглтон играл на ударных в нескольких группах в Монтгомери, в том числе Arm in Arms, The Spicolis, и The Escape Frame. Джеймс Фукаи воссоединился со своей старой группой, Hematovore, записывавшейся на инди-лейбле Acerbic Noise Development.

### Обновление и новый альбом (2007—Настоящее время)
11 августа 2007 года на сайте www.tunelabmusic.com появилось сообщение о том, что Кевин Палмер, Джош Моатс, Джейсон Синглтон, и Джеймс Фукаи воссоединились и будут давать запланированные выступления в Монтгомери, штат Алабама, записывают новый альбом и выпустят его в 2008 году. 9 ноября 2007 года группа решила, что проведет «Шоу Воссоединения» в Квартале Севилье, Пенсакола, Флорида. Группа продолжает гастролировать, в основном по юго-восточным штатам Америки.
10 февраля 2010 года стало известно, что Eric Salter покинул группу.
Trust Company провели небольшой тур по США в конце 2010 года для содействия их нового сингла " Heart In My Hands ", с их третьего студийного альбома, «Dreaming In Black and White», который был выпущен 8 марта 2011 года. Сингл был выпущен на ITunes 5 октября 2010 года. В конце октября 2010 года группа закончила видео на песню «Heart In My Hands» и видео-премьера прошла по VEVO 15 декабря 2010 года. Вместо Эрика Салтера, в клипе был басист Рэйчел Болан из хэви-метал-группы Skid Row. В настоящее время группа отправилась на 2 месяца турне с Drowning Pool на содействие их последнего альбома. Trust Company намерены выступать на диапазон мая 2011 года.

## Состав
Текущий
- Кевин Палмер — ведущий вокал, ритм-гитара (1997—2005, 2007—настоящее время)
- Джеймс Фукаи — ведущая гитара (1998—2005, 2007—настоящее время)
- Джейсон Сингелтон — ударные (1997—2005, 2007—настоящее время)
- Уэс Кобб — бас-гитара (2010—настоящее время)

Бывший
- Джош Мотс — бас-гитара (1997—2004, 2007—2008)
- Уолкер Уоррен — бас-гитара (2004—2005)
- Эрик Салтер — бас-гитара (2008—2010)

## Дискография

### Альбомы
| Информация об альбомах                                                                                                 |
| --- |
| The Lonely Position of Neutral - Дата выхода: 23 июля, 2002 (U.S.) - Лейбл: Geffen Records - Продажи: 500,000 (Золото) |
| True Parallels - Дата выхода: 22 марта, 2005 (U.S.) - Лейбл: Geffen Records - Продажи: 200,000                         |
| Dreaming In Black and White - Дата выхода: 8 марта 2011 (U.S.) - Лейбл: Koch Records/ E1 Entertainment                 |

### Синглы
| Год  | Песня               | США горячая 100 | США Современный Рок | США Основной Рок Рейтинг | Альбом                         |
| ---- | ------------------- | --------------- | ------------------- | ------------------------ | ------------------------------ |
| 2002 | «Downfall»          | 91              | 6                   | 6                        | The Lonely Position of Neutral |
| 2002 | «Running From Me»   | -               | 22                  | 24                       | The Lonely Position of Neutral |
| 2003 | «The Fear»          | -               | -                   | -                        | The Lonely Position of Neutral |
| 2005 | «Stronger»          | -               | 20                  | 22                       | True Parallels                 |
| 2006 | «Erased»            | -               | -                   | -                        | True Parallels                 |
| 2010 | «Heart in My Hands» | —               | —                   | —                        | Dreaming in Black and White    |

### Другие появления
- 2002 — «Downfall» — WWE Vengeance 2002
- 2002 — «Downfall» — BMX XXX
- 2002 — «Falling Apart» — WWE Royal Rumble (2003)
- 2003 — «Figure 8» and «Deeper Into You» — Project Gotham Racing 2
- 2003 — «Downfall» — Disney's Extreme Skate Adventure
- 2003 — «Hover (Quiet Mix)» — Underworld
- 2004 — «Take It All» — Breakdown
- 2004 — «Surfacing» — MVP Baseball 2004
- 2004 — «Downfall» — MX Unleashed
- 2005 — «Stronger» — MX vs. ATV Unleashed
- 2005 — «Stronger» — WWE Backlash 2005
- 2005 — «Figure 8» — GOMTV MBCGame StarLeague Season 4
- 2008 — «Downfall» — DSF Monday Night Strike